# Зыль, Пётр Владимирович
Пётр Владимирович Зыль (бел. Пётр Уладзіміравіч Зыль; род. 7 апреля 1994, Минск) — белорусский футболист, защитник клуба «Виктория» (Марьина Горка).

## Клубная карьера
Начал карьеру в минском «Динамо». В 2011-2012 годах выступал за фарм-клуб «Динамо-2» во Второй лиге, а затем на правах аренды три с половиной года был игроком «Берёзы-2010».
По окончании сезона 2015 «Берёза-2010» прекратила свое существование, а в марте 2016 года Зыль был отдан в аренду клубу «Звезда-БГУ». В августе 2016 года перешел в могилёвский «Днепр», которому помог выйти в Высшую лигу.
В феврале 2017 года, после окончательного ухода из минского «Динамо», он подписал новое соглашение с могилёвским клубом. 22 апреля 2017 года дебютировал в Высшей лиге, выйдя на замену в матче против «Нафтана» (4:0).
В августе 2017 года был отдан в аренду в «Лиду», где стал основным игроком. После окончания сезона в ноябре 2017 года вернулся в Могилёв, но в январе 2018 года на постоянной основе перешёл в лидский клуб.
По окончании сезона 2018 покинул лидский клуб. В начале 2019 года проходил просмотры в «Нафтане» и НФК, но в итоге в марте перешёл в клуб «Ошмяны-БГУФК». Покинул команду в августе 2019 года.
В августе 2020 года был дисквалифицирован на 2 года по делу о договорных матчах.
В начале 2022 года он присоединился к «Виктории» из Марьиной Горки.

## Карьера за сборную
Выступал за молодёжные сборные Беларуси в квалификациях чемпионатов Европы.

## Статистика
| Сезон    | Дивизион | Клуб         | Страна        | Матчи | Голы |
| -------- | -------- | ------------ | ------------- | ----- | ---- |
| 2011     | Д3       | Динамо-2     | Флаг Беларуси | 23    | 3    |
| 2012 (1) | Д3       | Динамо-2     | Флаг Беларуси | 16    | 0    |
| 2012 (2) | Д2       | Берёза-2010  | Флаг Беларуси | 8     | 0    |
| 2013     | Д2       | Берёза-2010  | Флаг Беларуси | 20    | 0    |
| 2014     | Д2       | Берёза-2010  | Флаг Беларуси | 28    | 1    |
| 2015     | Д2       | Берёза-2010  | Флаг Беларуси | 23    | 0    |
| 2016 (1) | Д2       | Звезда-БГУ   | Флаг Беларуси | 12    | 0    |
| 2016 (2) | Д2       | Днепр        | Флаг Беларуси | 10    | 0    |
| 2017 (1) | Д1       | Днепр        | Флаг Беларуси | 4     | 0    |
| 2017 (2) | Д2       | Лида         | Флаг Беларуси | 13    | 0    |
| 2018     | Д2       | Лида         | Флаг Беларуси | 22    | 2    |
| 2019 (2) | Д3       | Ошмяны-БГУФК | Флаг Беларуси | 7     | 0    |